# Nossis

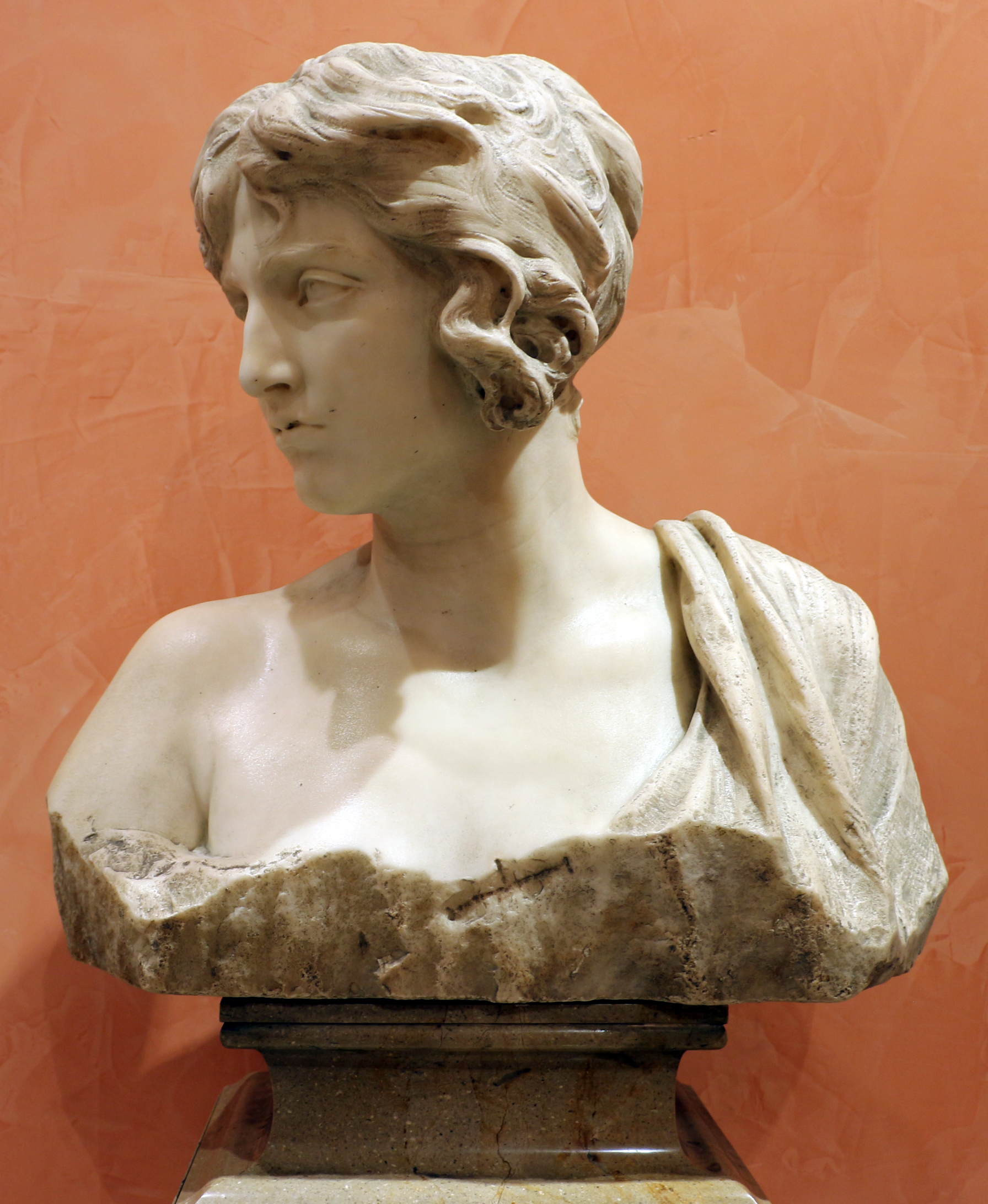
Marmorbüste von Nossis von Francesco Jerace

Nossis (altgriechisch Νοσσίς Nossís) war eine antike griechische Epigrammatikerin. Sie wirkte um 280/70 v. Chr.

Nossis, Tochter der Theophilis und Enkelin der Kleocha, stammte aus Lokroi Epizephyrioi in Unteritalien. In einer ihr selbst gewidmeten Grabinschrift vergleicht sie sich mit Sappho, der größten Dichterin der griechischen Antike, und fordert nach Mytilene Reisende auf, dort von Nossis zu berichten. Überhaupt sind viele Lebensdaten ihrem Werk zu entnehmen. Von diesem sind elf vierzeilige Epigramme erhalten, die Zuweisung eines zwölften ist umstritten. Sie sind enthalten im „Kranz des Meleagros“, dem ältesten Sammlungsteil aus der Zeit um 100 v. Chr. in der Anthologia Palatina. Antipatros von Thessalonike zählte sie zu den neun herausragendsten Dichterinnen Griechenlands, den neun Musen der griechischen Dichtkunst, und bedachte sie mit dem Epitheton θηλύγλωσσος thelýglossos, das nur an dieser Stelle überliefert ist und so viel wie „mit Frauenzunge“ bedeutet.
Die Inhalte ihrer Epigramme sind Frauen gewidmet, unter anderem zwei Porträtbeschreibungen. Hetären, junge Mädchen und Hausherrinnen stehen im Mittelpunkt der erotisch geprägten Dichtung, die die Schönheit der Frauen herausstellt und die epigrammatische Darstellung von Kunstobjekten mit deren Rezeption verbindet.

## Ausgabe
- Andrew Sydenham Farrar Gow, Denys Lionel Page (Hrsg.): The Greek Anthology: Hellenistic Epigrams. Cambridge University Press, Cambridge 1965, Band 1: S. 151–154, Band 2: S. 434–443 (mit englischer Übersetzung)